# 佩纳宫

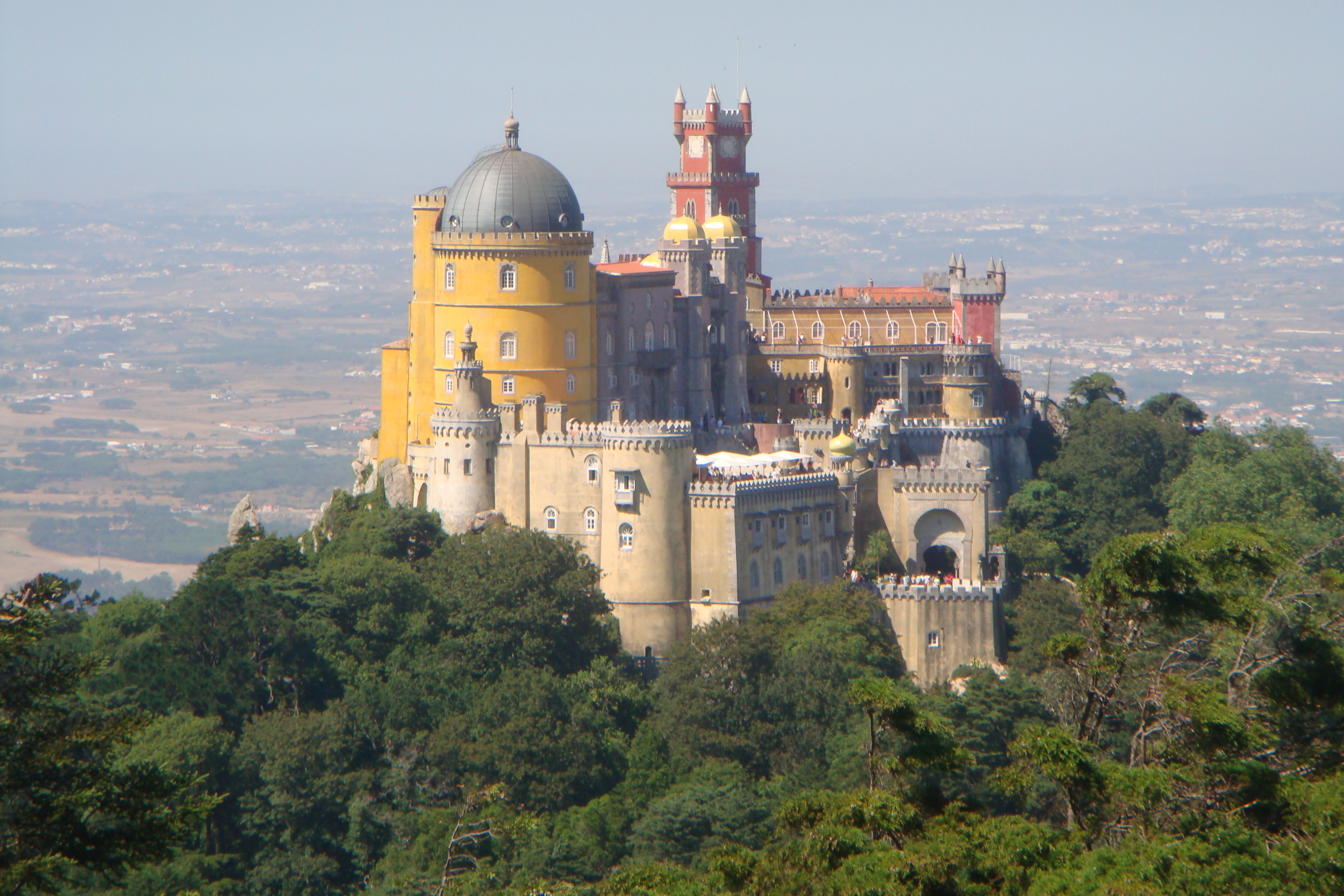
佩纳宫

佩纳宫（葡萄牙語：Palácio Nacional da Pena）是葡萄牙的一座19世纪浪漫主义宫殿，位于里斯本附近的辛特拉市圣伯多禄堂区（São Pedro de Penaferrim）一个山丘的山顶，晴天在里斯本亦清晰可见。1995年，这个宫殿作为辛特拉文化景观的一部分入选为世界遗产。它也是葡萄牙国家古迹，以及葡萄牙七大奇迹之一。它也被葡萄牙总统和其他政府官员用于国务活动。

## 历史
这个地点在中世纪是一个圣母小堂。1493年，若昂二世夫妇来此朝圣。继任者曼努埃尔一世修建了修道院。1755年里斯本大地震中修道院被夷为废墟，1842-1854年，在此兴建了王室的夏宫，建筑师为德国人。 

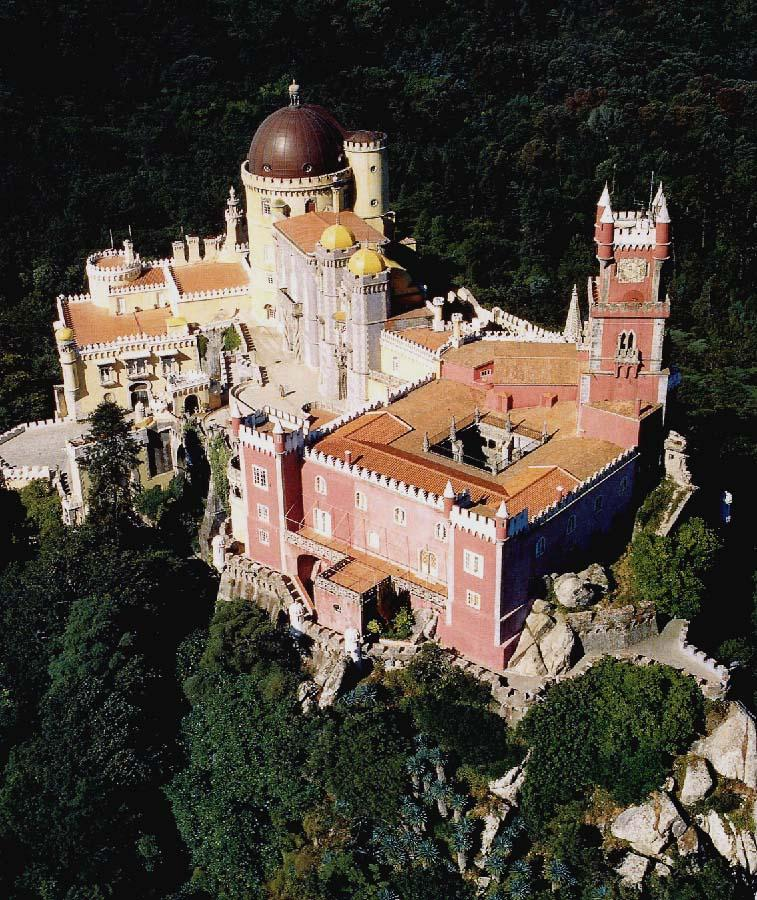

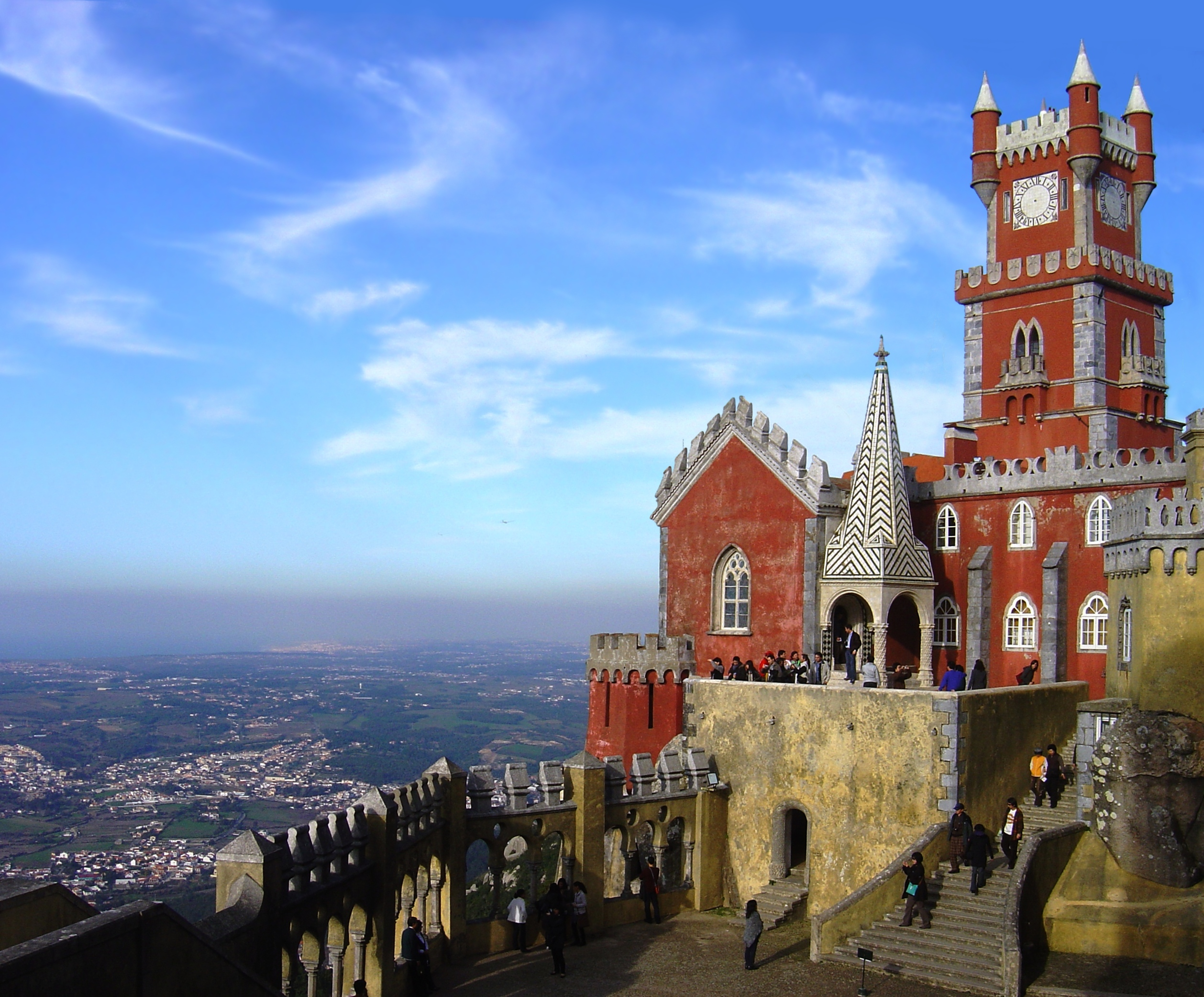
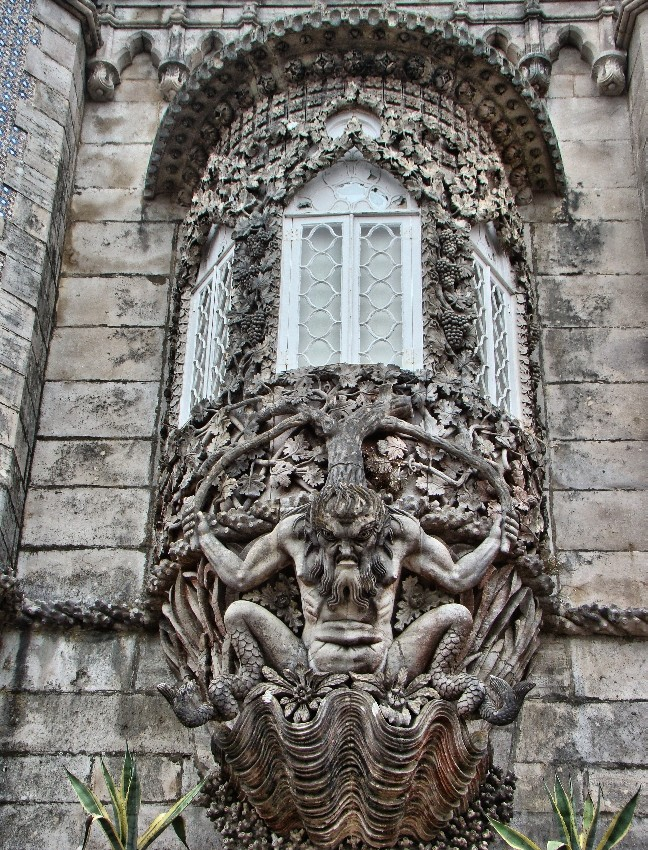
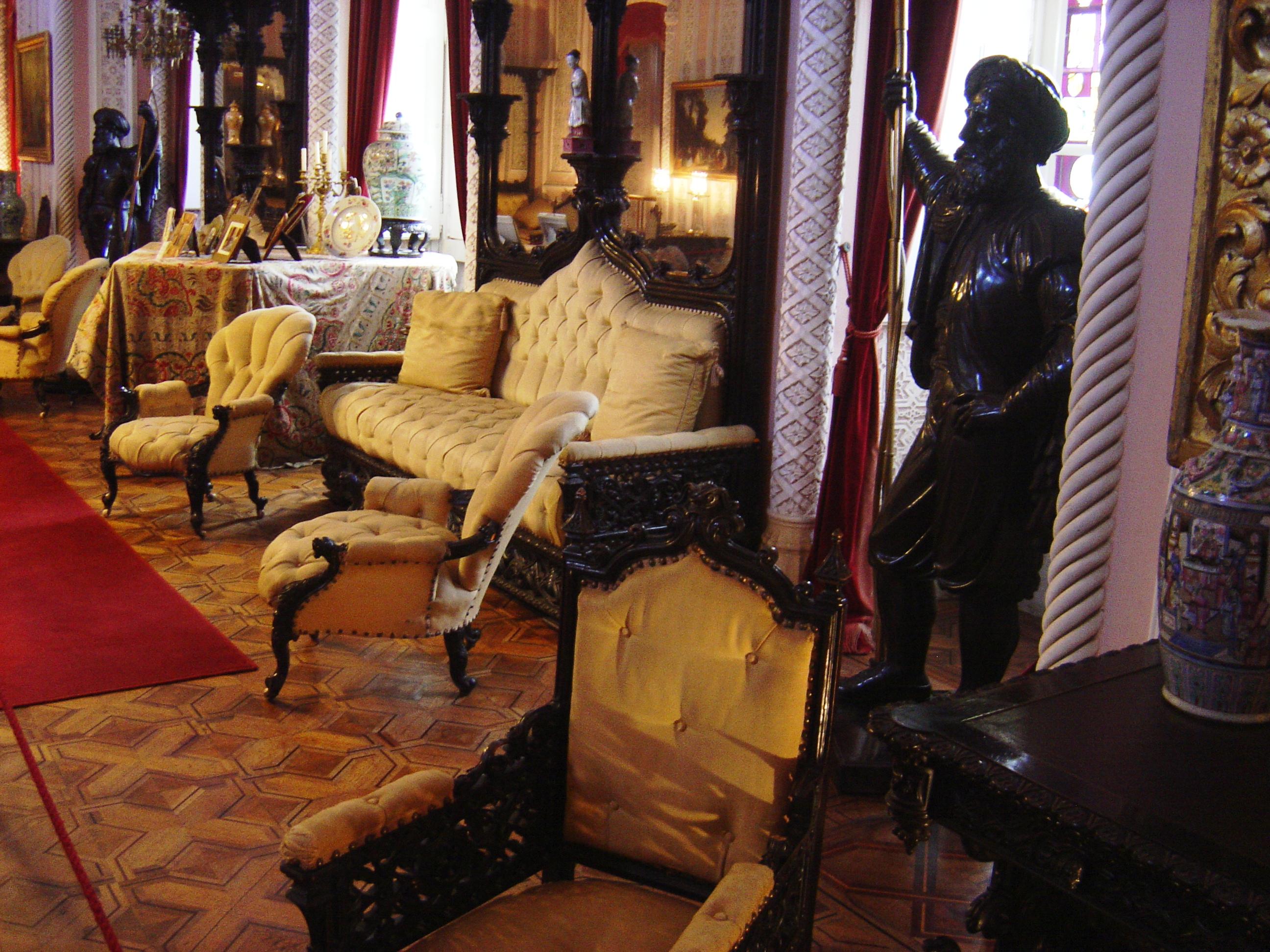
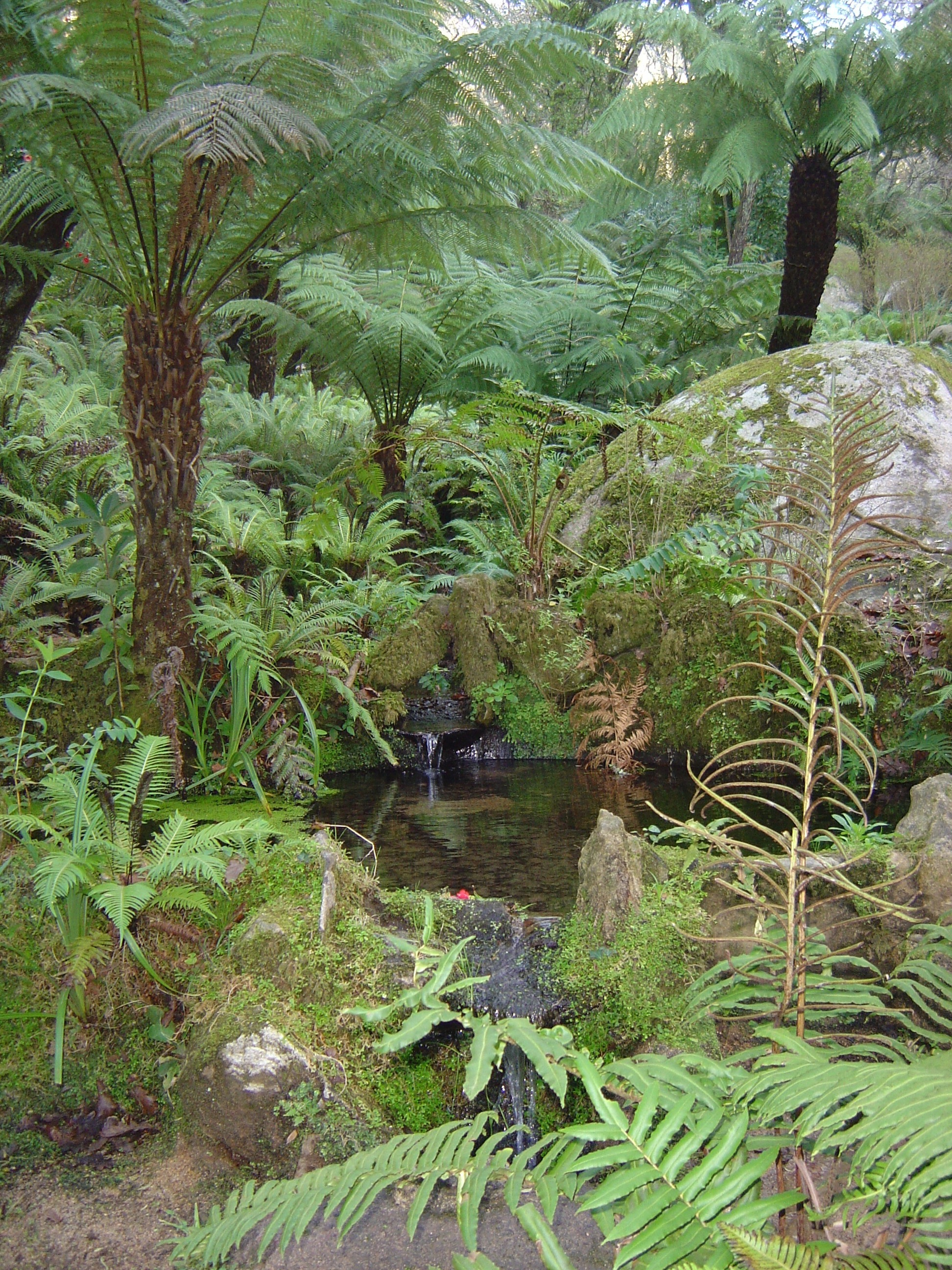
花园